# Zeuxia erythraea
Zeuxia erythraea là một loài ruồi trong họ Tachinidae.